# 俞綱
俞綱（？—1478年），字宗立，浙江承宣布政使司嘉興府嘉興縣（今浙江省嘉興市），明朝政治人物。
俞綱由諸生繕寫《明宣宗實錄》，后試中書舍人，授郕府審理。明景宗即位后，升任兵部左侍郎，加封太子少保。英宗發動奪門之變后，調任其為南京禮部侍郎。成化初年致仕。